# Rolls-Royce Merlin

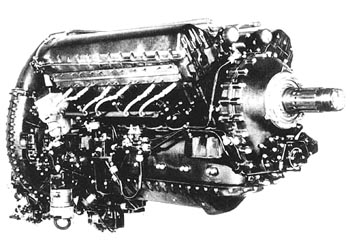

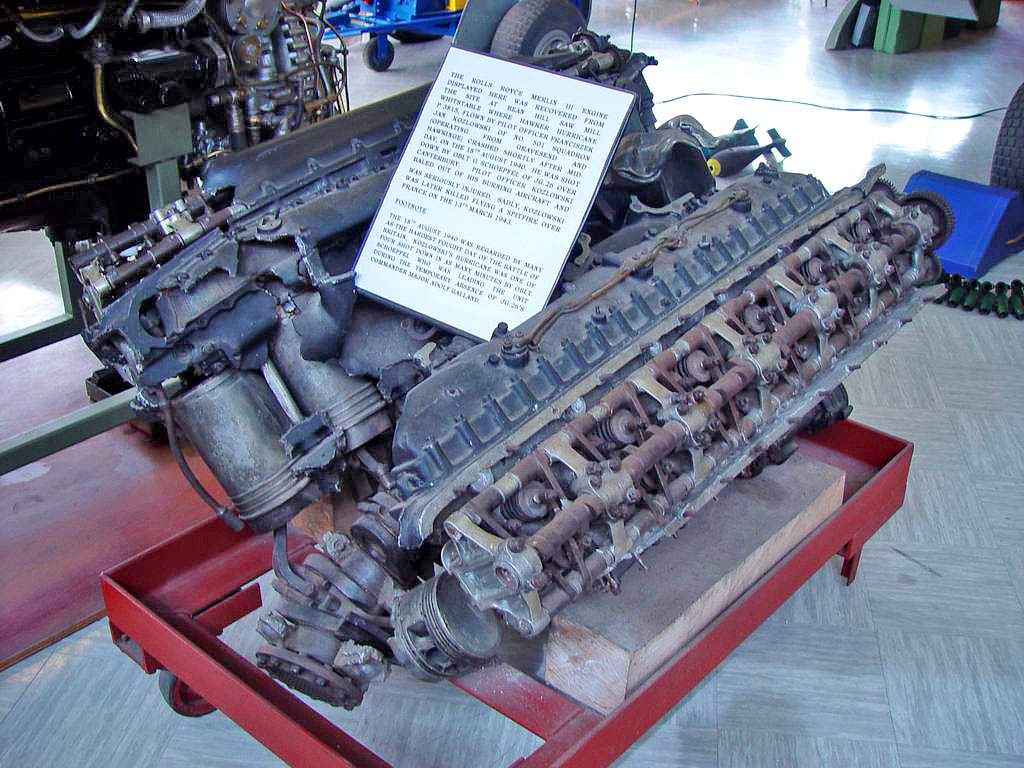

Rolls-Royce Merlin – 12-cylindrowy widlasty silnik tłokowy o układzie V12 60° zaprojektowany przez firmę Rolls-Royce i budowany w okresie II wojny światowej. Był to jeden z najlepszych ówczesnych widlastych silników lotniczych. Został wykorzystany do napędu wielu modeli samolotów.
Silnik powstał jako prywatny projekt firmy Rolls-Royce, pod oznaczeniem PV-12. Jako pierwszy został wybrany jako napęd bombowca Fairey Battle, oblatanego w 1936 roku, co spowodowało skierowanie silnika do produkcji. Kiedy w 1936 brytyjskie Ministerstwo Lotnicze ogłosiło konkurs na nowy myśliwiec, który rozwijałby prędkość 300 mil na godzinę (480 km/h), okazało się, że PV-12 był jedynym silnikiem mogącym zapewnić takie osiągi konstruowanym wtedy samolotom Hawker Hurricane i Supermarine Spitfire.
Seryjna produkcja silników, które otrzymały oficjalne oznaczenie „Merlin”, rozpoczęła się w 1938 roku. Pierwsza partia cieszyła się raczej kiepską reputacją związaną z wysoką zawodnością, ale RR szybko poradził sobie z tym problemem, wprowadzając bardzo oryginalny program kontroli jakości. Losowo wybrane silniki były testowane do momentu aż się zepsuły, po czym poddawano analizie część, która zawiodła i spowodowała awarię, a następnie wzmacniano ją.
Nazwa nie pochodzi od postaci czarnoksiężnika Merlina, ale od drzemlika (ptaka drapieżnego z rodziny sokołowatych).
W czasie wojny powstawały kolejne modele silnika, o coraz większej mocy. Większość modyfikacji Merlina związana była z wykorzystaniem wyżej oktanowego paliwa lotniczego i bardziej wydajnych sprężarek (wprowadzono sprężarki dwubiegowe, których bieg pracy był zależny od aktualnego pułapu lotu). Na początku wojny silnik używał standardowego wtedy paliwa 87-oktanowego przy pojemności silnika 27 l, co dawało 1000 KM (750 kW) mocy. Następna wersja, XX, używała już paliwa 100-oktanowego co w połączeniu z wydajniejszą sprężarką dawało moc 1300 KM (970 kW) przy praktycznie niezmienionych wymiarach i masie silnika. Pod koniec wojny, ostatni model Merlina – 130/131, przy niewiele zmienionej konstrukcji, miał moc 2070 KM (1544 kW).
Od 1943 silniki Merlin były także produkowane na licencji w Stanach Zjednoczonych przez zakłady Packarda jako V-1650 do użycia w budowanych w Ameryce Spitfire'ach. Silniki te okazały się lepsze od ich amerykańskiego odpowiednika Allison V-1710 i ostatecznie użyto ich także w myśliwcach P-51 Mustang.
Gdy pierwsze zbudowane w Ameryce silniki dotarły do Anglii, zostały poddane dokładnej analizie przez inżynierów Rolls-Royce'a. Ku ich zaskoczeniu, licencyjne silniki okazały się lepsze od oryginału. W zakładach RR Merliny były budowane i składane ręcznie przez wysoko wykwalifikowaną załogę. Wszystkie części były ręcznie toczone i szlifowane, co wiązało się ze stosunkowo niską wydajnością produkcji. W pełni zmechanizowany proces produkcyjny w Ameryce okazał się nie tylko bardziej wydajny, ale zapewniał też większą precyzję wykonania.
Rozwinięciem konstrukcji Rolls-Royce Merlin był Rolls-Royce Griffon.
Wersja bez sprężarki, Rolls-Royce Meteor była używana w brytyjskich czołgach.

## Samoloty, w których zastosowano silnik Rolls Royce Merlin
Pierwszymi samolotami z silnikiem Merlin, które weszły do służby,  były: Fairey Battle, Hawker Hurricane i Supermarine Spitfire. Silnik Rolls Royce Merlin jest najczęściej kojarzony ze Spitfirem, jednakże największą liczbę Merlinów zainstalowano w czterosilnikowych bombowcach Avro Lancaster, następnym zaś w kolejności jest dwusilnikowy samolot wielozadaniowy de Havilland Mosquito
- Armstrong Whitworth Whitley
- Avro Athena
- Avro Lancaster
- Avro Lancastrian
- Avro Lincoln
- Avro Manchester III
- Avro Tudor
- Avro York
- Boulton Paul Balliol i Sea Balliol
- Boulton Paul Defiant
- Bristol Beaufighter II
- CAC CA-18 Mark 23 Mustang
- Canadair North Star
- CASA 2.111B and D
- Cierva Air Horse
- de Havilland Mosquito
- de Havilland Hornet
- Fairey Barracuda
- Fairey Battle
- Fairey Fulmar
- Fairey P.4/34
- Fiat G.59
- Handley Page Halifax
- Handley Page Halton
- Hawker Hart
- Hawker Henley
- Hawker Horsley
- Hawker Hotspur
- Hawker Hurricane
- Hispano Aviación HA-1112
- I.Ae. 30 Ñancú
- Miles M.20
- North American Mustang Mk X
- Renard R.38
- Sea Hurricane
- Short Sturgeon
- Supermarine Type 322
- Supermarine Seafire
- Supermarine Spitfire
- Tsunami Racer
- Vickers F.7/41
- Vickers Wellington Mk II and Mk VI
- Vickers Windsor
- Westland Welkin